# Ligne de Kisterenye à Kápolna par Kál
La ligne de Kisterenye à Kápolna par Kál ou ligne 84 est une ligne de chemin de fer de Hongrie. Elle relie Kisterenye à Kápolna par Kál.